# Angiolo D'Andrea

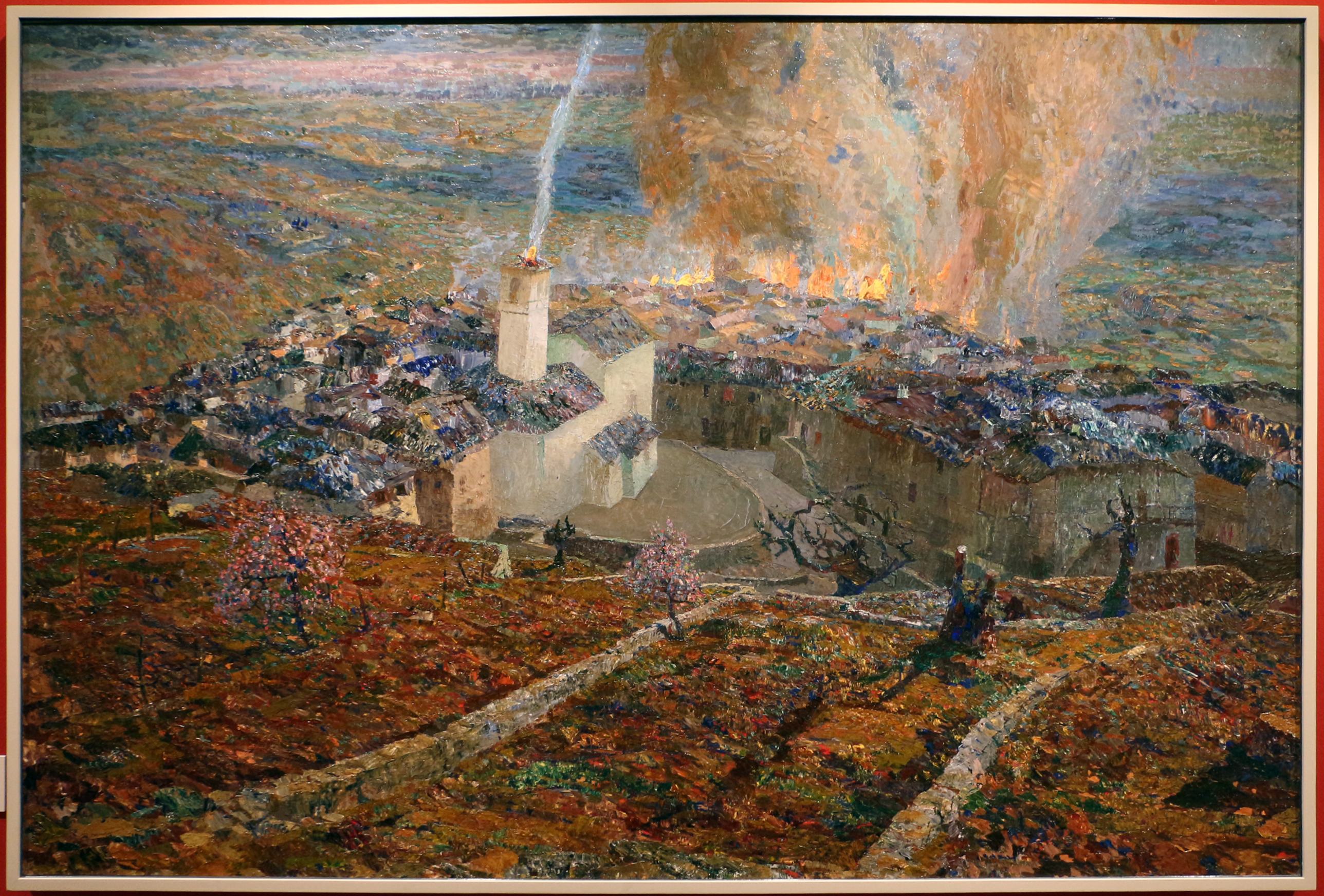
Angiolo D'Andrea, Incendio a Telve, 1916 (Milano, collezione Bracco)

Angiolo D'Andrea (Rauscedo, 24 agosto 1880 – Rauscedo, 10 novembre 1942) è stato un pittore e illustratore italiano.

## Formazione
Angiolo D'Andrea nacque il 24 agosto 1880 nella frazione Rauscedo di San Giorgio della Richinvelda, comune in provincia di Pordenone. Rauscedo era un borgo agricolo ma aveva già dato i natali al pittore Jacopo D'Andrea (1819-1906), che sul finire dell'Ottocento fece parte del corpo insegnante dell'Accademia di belle arti di Venezia.
Negli ultimi anni del secolo XIX il soffitto della chiesa parrocchiale fu affrescato da un artista ignoto con l'Assunzione della Vergine Maria e nel 1898 Francesco Barazzutti, pittore di Gemona, affrescò il presbiterio della parrocchiale di San Giorgio della Richinvelda: poco più che adolescente, Angiolo aveva osservato con interesse la preparazione e l'esecuzione di entrambe le opere.
Studiò arte a Padova e attirò l'attenzione dell'architetto Camillo Boito, direttore del mensile Arte italiana decorativa e industriale, che lo impiegò come illustratore. Tra il 1900 e il 1905 disegnò per la rivista edifici, monumenti, vedute e paesaggi.
Nel 1906, con l'aiuto ancora di Camillo Boito, titolare della cattedra di architettura presso l'Accademia di Brera, si trasferì a Milano, dove fu influenzato dal Divisionismo e dall'opera di Gaetano Previati.

## Maturità artistica
D'Andrea partecipò alle esposizioni che si tenevano a Brera e un suo dipinto, intitolato Nube rossa, fu acquistato nel 1910 da re Vittorio Emanuele III. Affrescò la sala dei marmi della villa Visconti di Modrone-Erba a Cernobbio, sul Lago di Como, e il palazzo Berri-Meregalli (1911-1913) di via Cappuccini a Milano. Nel 1914 realizzò un mosaico nello storico Caffè Camparino della Galleria Vittorio Emanuele II.
Negli anni dieci del Novecento viaggiò in Sicilia e durante la prima guerra mondiale fu soldato-pittore in Trentino. Tornato a Milano nel 1918, visse e dipinse in via Melloni per oltre un ventennio. Lavorò a paesaggi, vedute, ritratti, soggetti religiosi e nature morte floreali con oli e acquerelli ma firmò anche multipli. Partecipò a numerose mostre cittadine, con riconoscimenti, attestati e premi. Alla XIII Biennale di Venezia espose un dipinto intitolato Gratia plena.
Nel 1920 espose alla Galleria Pesaro di Milano con Aldo Carpi.

## Il declino
Nel 1935 eseguì i disegni preparatori per le vetrate della cappella del nuovo Ospedale Maggiore di Milano (Niguarda). In seguito, tuttavia, le occasioni di lavoro divennero sempre più rare: Angiolo D'Andrea non simpatizzava infatti col fascismo e neppure con il futurismo, la pittura metafisica, il cubismo e tutte le avanguardie dei primi decenni del secolo XX. Fu dunque ignorato dalla stampa di regime e rimase isolato dalla comunità artistica.
Il suo stato di salute peggiorò e nel 1941 lasciò Milano e si ritirò a Rauscedo, dove morì all'età di 62 anni, il 10 novembre del 1942.
Dopo la sua morte venne dimenticato dalla critica, sebbene diverse opere siano conservate in musei e collezioni private. Per esempio dei suoi bozzetti per delle scenografie di opere goldoniane sono presenti nel Museo della SIAE presso il Palazzetto del Burcardo, moltissime opere nella collezione della fondazione Bracco, una sua opera si trova nella quadreria dell'ospedale Maggiore a Milano.
In tempi recenti diverse mostre hanno riacceso l'interesse verso l'autore. Nel 2002 si è tenuta a San Giorgio della Richinvelda un'esposizione di libri e riviste illustrate da Angiolo D’Andrea provenienti dalla biblioteca personale dell'autore, mostra in cui erano presenti alcuni disegni di stoffe da lui realizzate e una riproduzione del mosaico del bar Barbarino. Da novembre 2012 a febbraio 2013, nelle sale di palazzo Morando a Milano, si è tenuta una grande retrospettiva dedicata al pittore friulano a cura di Luciano Caramel seguita, nel 2014, da una seconda mostra monografica dal titolo Angiolo D'Andrea. La riscoperta di un Maestro tra Simbolismo e Novecento tenuta presso il PArCo - Galleria d’arte moderna e contemporanea di Pordenone “A. Pizzinato”., nel 2014 e in contemporanea con la mostra di Pordenone un'ulteriore mostra tenuta a San Giorgio della Richinvelda dal titolo Angiolo D’Andrea illustratore.

## Il giudizio dei critici
In un articolo pubblicato su Emporium, l'architetto Giulio Ulisse Arata definisce D'Andrea "colorista audace" ed esalta la forza espressiva dei suoi dipinti affermando che "qualunque materia, anche la più insignificante, che passi attraverso la retina di questo artista si spiritualizza". La spiritualità si accende nelle composizioni a tema sacro, dove il pittore effettua "ricerche di taglio, di tema e di tecnica, da lasciar veramente un'impronta nuova e degna di un artista non comune".
Lo storico dell'arte Stefano Aloisi osserva che, nonostante l'impostazione "tradizionale nei risvolti iconografici", Angiolo D'Andrea "seppe innervare i paesaggi, i ritratti e le nature morte con una pennellata densa e sapida di umori". Trasfigurando luoghi, persone e cose, egli metteva nei quadri tutti i colori e le luci che la sua vita sembrava non avere. Giulio Ulisse Arata, che lo conosceva bene, lo descrive così: "Insaziabile nel lavoro, rigoroso con sé stesso e scrupolosamente coerente con la propria individualità, questo nobile artista non cerca mai i vacui fumi degli incensi, non ama essere discusso, né vuole accettare altro giudizio all'infuori di ciò che gli suggerisce la sua particolare e chiaroveggente autocritica".